# 高妻安幸
高妻 安幸（こうづま やすゆき、1919年5月5日 - 1981年1月30日）は、日本の経営者。ダイハツ自動車販売社長を務めた。宮崎県出身。

## 経歴・人物
1943年に東京帝国大学法学部を卒業し、1946年11月にトヨタ自動車工業に入社。1950年7月にトヨタ自動車販売に転じ、1966年11月に取締役に就任し、1975年6月に参与、1975年9月にダイハツ自動車販売取締役を経て、同年9月にダイハツ自動車販売副社長に就任し、1976年9月には社長に昇格。
1981年1月30日心不全のために死去。61歳没。